# (12219) Григорьев
(12219) Григорьев (англ. Grigorʹev) — это астероид из группы главного пояса, открытый 19 сентября 1982 года Людмилой Черных в Крымской обсерватории и 13 июня 2007 года назван в честь М. Г. Григорьева, первого командира объекта «Ангара» (боевой стартовой станции МБР Р-7А), ставшего впоследствии космодромом «Плесецк».

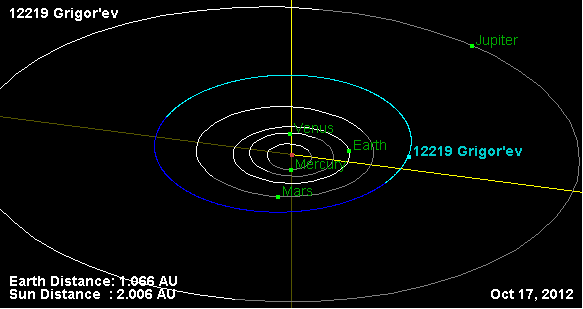
Орбита астероида Григорьев и его положение в Солнечной системе